# Новопіщанська сільська рада (Бурлинський район)
Новопіща́нська сільська рада (рос. Новопесчанский сельский совет) — сільське поселення у складі Бурлинського району Алтайського краю Росії.
Адміністративний центр — село Новопіщане.

## Населення
Населення — 809 осіб (2019; 962 в 2010, 1298 у 2002).

## Склад
До складу сільської ради входять:
| Населений пункт      | Населення, осіб (2002) | Населення, осіб (2010) |
| -------------------- | ---------------------- | ---------------------- |
| Новоалексієвка, село | 237                    | 153                    |
| Новопіщане, село     | 1059                   | 805                    |
| Старопіщане, село    | 2                      | 4                      |